# Strč prst skrz krk
Strč prst skrz krk [ˈstr̩ʧ ˈpr̩st ˈskr̩s ˈkr̩k] posłuchajⓘ – łamaniec językowy w językach czeskim i słowackim. Jest to poprawne gramatycznie, chociaż sztucznie skonstruowane zdanie, oznaczające „przełóż palec przez szyję”. Trudność w jego wymowie dla wielu obcokrajowców polega na całkowitym braku samogłosek – ich rolę zastępuje r zgłoskotwórcze, tj. spółgłoska płynna. Zdanie to bywa przywoływane w kontekście nauki języka czeskiego i słowackiego dla obcokrajowców. 
Ponieważ w językach czeskim i słowackim spółgłoski r oraz l często pełnią rolę sylabotwórczą, można w tych językach ułożyć wiele innych wypowiedzeń bez samogłosek, np. cz. Smrž pln skvrn zvlhl z mlh. = „Smardz cały w plamy (dosł. pełen plam) zwilgotniał od mgieł”.